# Weituo
Weituo (kinesiska: 渭沱, 渭沱镇) är en köping i sydvästra Kina. Den ligger i stadsdistriktet Hechuan i storstadsområdet Chongqing, omkring 67 kilometer nordväst om det centrala stadsdistriktet Yuzhong. Antalet invånare är 36 068. Befolkningen består av 17 583 kvinnor och 18 485 män. Barn under 15 år utgör 14,0 %, vuxna 15-64 år 67 %, och äldre över 65 år 17,0 %.